# Scala and Kolacny Brothers
Pour les articles homonymes, voir Scala.
 (juillet 2019).
Si vous disposez d'ouvrages ou d'articles de référence ou si vous connaissez des sites web de qualité traitant du thème abordé ici, merci de compléter l'article en donnant les références utiles à sa vérifiabilité et en les liant à la section « Notes et références ».

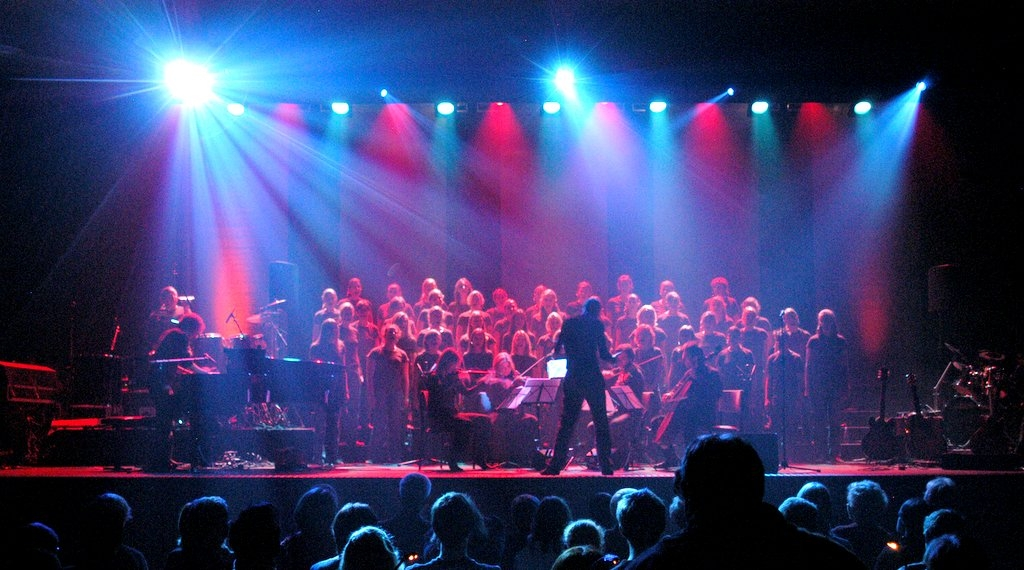
Scala and Kolacny Brothers en concert

Scala and Kolacny Brothers (parfois simplement appelé Scala) est une chorale féminine belge originaire de la ville d'Aarschot. 
Elle a été fondée par les frères Steven et Stijn Kolacny en 1996 et compte environ 60 jeunes filles âgées de 14 à 20 ans. Stijn dirige la chorale et l'accompagnement au piano est assuré par Steven.

## Histoire

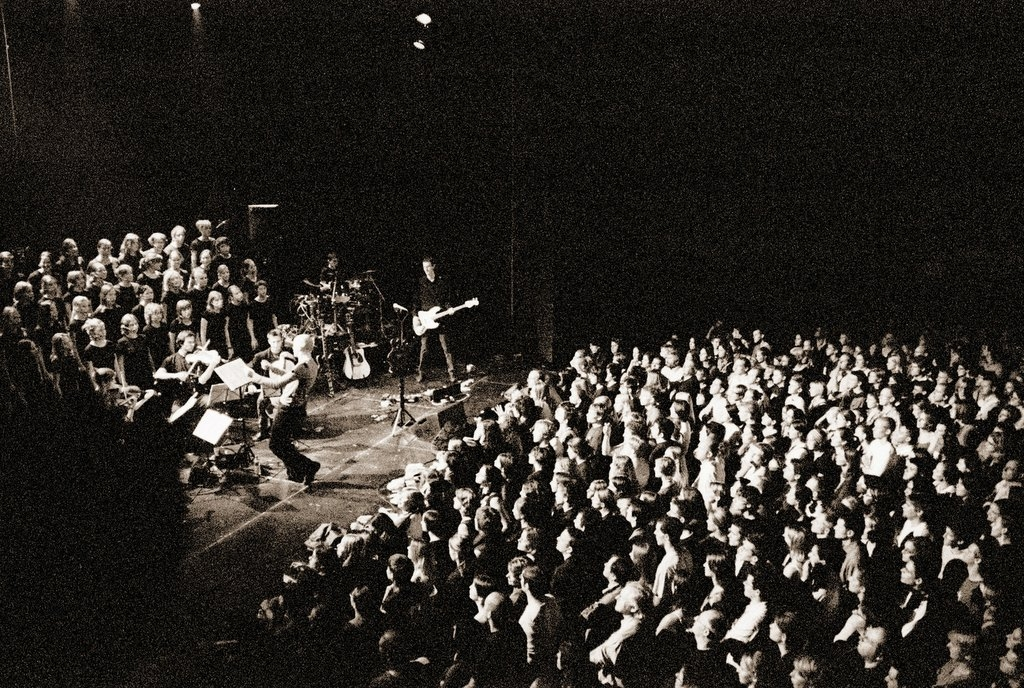

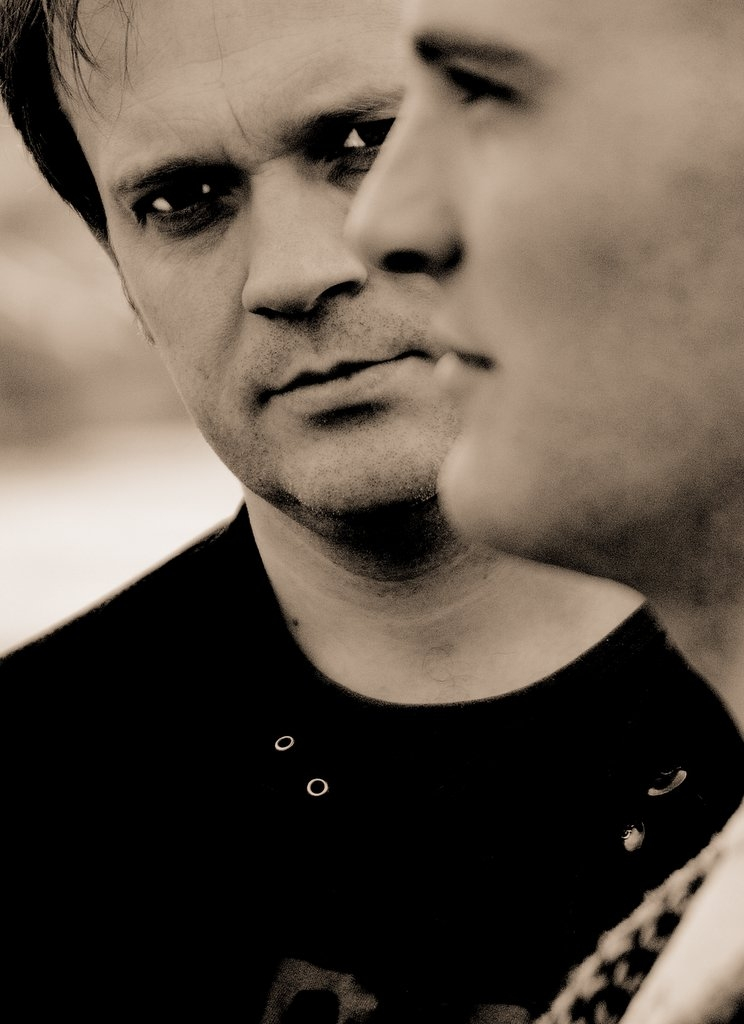
Stijn et Steven Kolacny

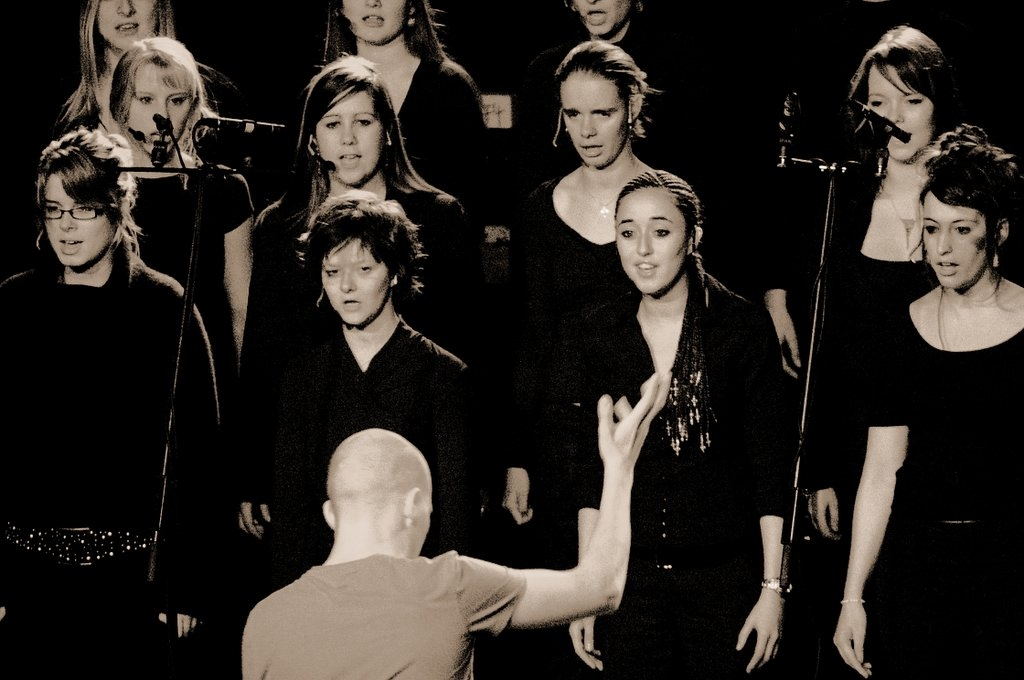

Scala est rapidement devenue l'un des plus grands ensembles vocaux d'Europe et participe régulièrement à des concours pour chorales dans le monde entier. En 2000, la chorale gagne le Festival européen de musique pour jeunes à Neerpelt en Belgique. À la fin de l'année, Scala sort son premier album : Christmas Time Is Here. Elle enchaîne sur une tournée où elle connaît un énorme succès, puis chante le concert de Noël pour la famille royale de Belgique.
En 2001, la chorale est invitée à chanter aux côtés de groupes de rock tels que Hooverphonic et Alex Callier & co, et de nombreux artistes populaires belges. Elle voyage même jusqu'au Japon pour le Hamamatsu World Youth Choir Festival.
Scala expérimente un nouveau répertoire de titres pop et rock en 2002, interprété pour la première fois au festival Lowlands aux Pays-Bas. Très populaire, la chorale donne une série de concerts et enregistre l'album Scala on the Rocks. Cet album comprend de nombreuses reprises de titres bien connus tels que She Hates Me de Puddle of Mudd, Smells Like Teen Spirit de Nirvana et Un autre monde de Téléphone etc. Cet album est récompensé d'un disque d'or et est vendu dans de nombreux pays européens, à plus de 33 000 exemplaires en France.
En 2003, le chœur remporte en Hongrie et en Autriche le Concours international pour chorales. Les jeunes filles se produisent en France au X-Festival, aux côtés de Nicola Sirkis et Indochine. Elles effectuent également une grande tournée en Belgique et sortent leur second album pop & rock : Dream On.
Scala sort Respire en 2004, un album comportant essentiellement des reprises de titres français comme Respire de Mickey 3D, Jeune et con de Saez, J'en rêve encore de Gérald De Palmas ou encore Marilou sous la neige de Serge Gainsbourg.
En 2005, sortie d'un nouvel album, Grenzenlos (« Sans limites »), comportant exclusivement des reprises de titres de rock allemand.
Scala a également été invitée par le compositeur Philippe Rombi à participer aux enregistrements de la bande sonore du film Joyeux Noël. La chorale y chante avec Natalie Dessay et l'Orchestre philharmonique de Londres l'hymne I'm Dreaming of Home, la musique principale du film.
En 2006, Scala a participé à l'enregistrement de Starlight et Morphine, titres du groupe français Indochine, parus dans l'album Alice & June.
Le dernier album de Scala, One-Winged Angel, est sorti en mars 2007.
En 2010, leur reprise de Creep sert de bande originale à la bande-annonce du film The Social Network, ainsi qu'à celle d'Un poison violent. Elle est reprise deux fois dans la saison 23 des Simpsons : dans un épisode de Itchy et Scratchy au début de l'épisode 8 : The Ten-Per-Cent Solution diffusé le 4 décembre 2012 aux États Unis, ainsi qu'à la fin de l'épisode 11 : The D'oh-cial Network diffusé le 15 janvier 2012 aux États Unis. Leur version de Creep clôt également le film documentaire Beau Joueur de Delphine Gleize (2019).
Début 2011, la chanson Self-Fulfilling Prophecy écrite par Steven Kolacny de l'album It All Lead to This est utilisée comme musique d'introduction par le réalisateur allemand Dennis Gansel dans son film Nous sommes la nuit (Wir sind die Nacht).
En septembre 2012, leur version du tube Every Breath You Take, du groupe Police, sert également d'accompagnement de la bande-annonce de la saison 2 de la série Homeland, diffusé sur la chaîne américaine Showtime.
Leur version de Smells Like Teen Spirit est également utilisée dans le film Montage of Heck, de Brett Morgen sorti en 2015. Steven Kolacny a expliqué comment ce titre a été choisi : « La fille de Kurt Cobain, Frances Bean Cobain, a pris contact avec nous et nous a demandé si elle pouvait utiliser notre version de Smells Like Teen Spirit dans la bande son du documentaire ».
En 2020, une de leurs reprises, I Touch Myself, est utilisé dans la première scène du premier épisode de la deuxième saison de Sex Education. En 2020 également, The One I Love est utilisé dans l'épisode final de la série The 100.
Leur version de Champagne Supernova est utilisée dans le dernier épisode de la série Lucifer.
En 2022, leur reprise de la power ballad Nothing Else Matters, du groupe Metallica, est utilisée dans un spot publicitaire Renault.

## Discographie

### Albums
- 2000 : Christmas Time Is Here
- 2002 : Scala On the Rocks

Version internationale :
1. I Think I'm Paranoid - Garbage
2. Smells Like Teen Spirit - Nirvana

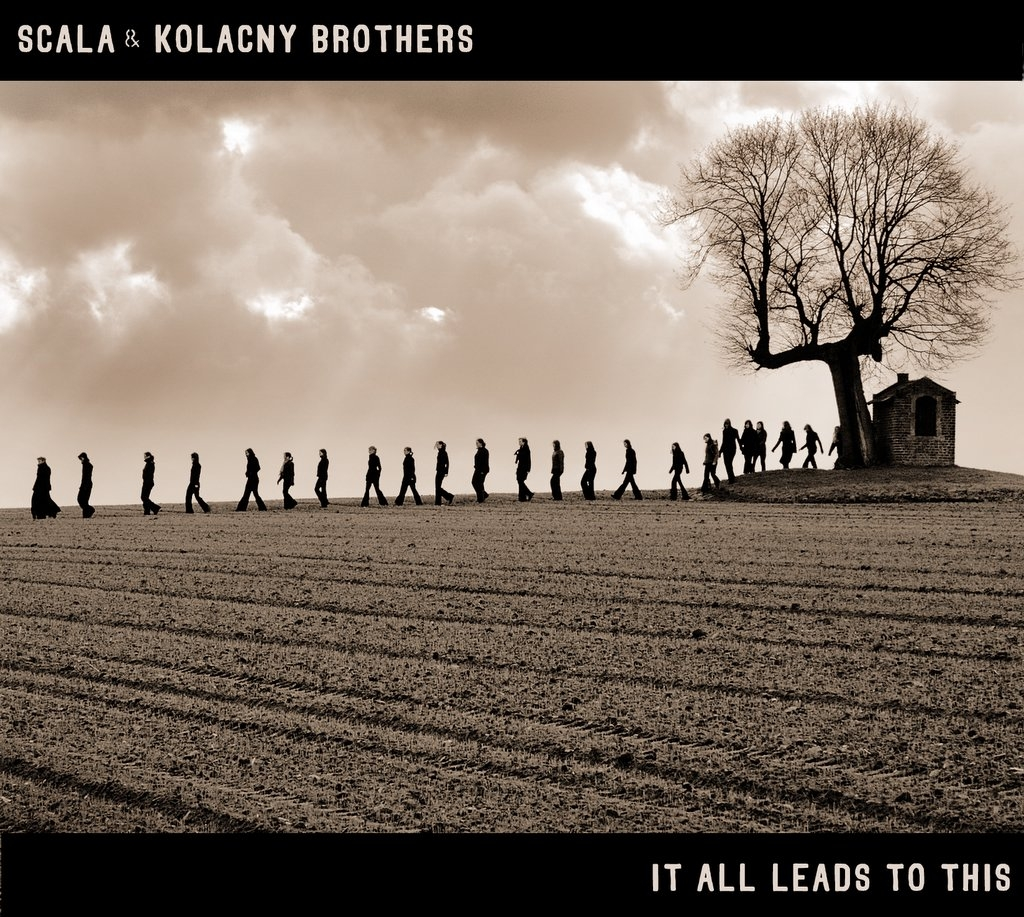
It all leads to this.

3. Can't Get You Out Of My Head - Kylie Minogue
4. Turn, Turn, Turn - Travis
5. Somebody - Depeche Mode
6. She Hates Me - Puddle of Mudd
7. Let Her Down Easy - Terence Trent D'Arby feat. Jasper Steverlinck
8. Life On Mars - David Bowie feat. Jasper Steverlinck
9. Teenage Dirtbag - Wheatus
10. Someone New - Eskobar/Heather Nova
11. Creep - Radiohead
12. Muscle Museum - Muse
13. Every Breath You Take - The Police

Version belge :
1. I Think I'm Paranoid - Garbage
2. Smells Like Teen Spirit - Nirvana
3. Can't Get You Out Of My Head - Kylie Minogue
4. Ik Hou Van U - Noordkaap
5. Satelliet S.U.Z.Y. - Noordkaap
6. Van God Los - Monza
7. God In My Bed - K's Choice
8. She Hates Me - Puddle of Mudd
9. Let Her Down Easy - Terence Trent D'Arby feat. Jasper Steverlinck
10. All I Did Was Get Close To You - Terence Trent D'Arby feat. Jasper Steverlinck
11. Teenage Dirtbag - Wheatus
12. Someone New - Eskobar/Heather Nova
13. Creep - Radiohead
14. Muscle Museum - Muse
15. Every Breath You Take - The Police

- 2003 : Dream on

1. Dream On - Depeche Mode
2. Under the Bridge - Red Hot Chili Peppers
3. Don’t Break My Heart - UB40
4. 21 Things I Want In A Lover - Alanis Morissette
5. Wrong - The New Symbol
6. I Touch Myself - Divinyls
7. Go Where I Send Thee - Stephen Hatfield
8. Exit Music (For a Film) - Radiohead
9. Bittersweet Symphony' - The Verve
10. With Or Without You - U2
11. Walking After You - Foo Fighters
12. Daddy I’m Fine - Sinéad O'Connor
13. Perfect Day - Lou Reed
14. Underneath It All - Nine Inch Nails

Bonus
1. Schrei Nach Liebe - Die Ärzte
2. Engel - Rammstein
3. Kein Zurück - Wolfsheim
4. Somebody - Depeche Mode
5. Creep - Radiohead (live)
6. Smells Like Teen Spirit - Nirvana (live)
7. Video: Someone New - Heather Nova
8. Video: With Or Without You - U2 (live)

- 2004 : Respire

1. Electrastar - Indochine
2. Clandestino - Manu Chao
3. Marilou sous la neige - Serge Gainsbourg
4. Le vent nous portera - Noir Désir
5. Jeune et con - Damien Saez
6. Respire - Mickey 3D
7. J'en rêve encore - Gérald De Palmas
8. Sexy Boy - Air
9. Un monde parfait - Les Innocents
10. Je n'veux pas rester sage - Dolly
11. Le jour s'est levé - Téléphone
12. Remède - Mass Hysteria
13. Face À La Mer - Les Négresses Vertes

Bonus
1. Evigheden - Michael Bojesen
2. Mon Bonhomme - Steven Kolacny
3. Engel - Rammstein
4. Video: With Or Without You - U2

- 2005 : Grenzenlos

1. Hungriges Herz - MIA.
2. Du Trägst Keine Liebe In Dir - Echt
3. Mensch - Herbert Grönemeyer
4. Ein Kompliment - Sportfreunde Stiller
5. Mutter - Rammstein
6. Perfekte Welle - Juli
7. Ohne Dich - Selig
8. Hier Kommt Alex - Die Toten Hosen
9. Denkmal - Wir sind Helden
10. Tausend Tränen Tief - Blumfeld
11. Das Modell - Kraftwerk
12. Junimond - Rio Reiser

- 2006 : It all leads to this

1. Gorecki - Lamb
2. Everyday I Love You Less and Less - Kaiser Chiefs
3. Station Approach - Elbow
4. Wake Up Dead Man - U2
5. Yellow - Coldplay
6. Enjoy the Silence - Depeche Mode
7. The Model - Kraftwerk
8. Heartbeats - The Knife
9. You Oughta Know - Alanis Morissette
10. New Favorite - Gillian Welch
11. The Downtown Lights - The Blue Nile
12. Selffulfilling Prophecy - Steven Kolacny
13. Everything in Its Right Place - Radiohead

Bonus
1. Gorecki - Lamb (Radio Edit)
2. Gorecki - Lamb (remix de Koen Buyse)

- 2007 : One-Winged Angel

1. Jóga - Björk
2. Black Horse and the Cherry Tree - KT Tunstall
3. The Bitter End - Placebo
4. The Blower's Daughter - Damien Rice
5. I Believe in You - Kylie Minogue
6. Fake Plastic Trees - Radiohead
7. One-Winged-Angel - Steven Kolacny
8. Somebody - Depeche Mode
9. It's All Over - Steven Kolacny
10. Friday I'm in Love - The Cure
11. Colorblind - Counting Crows
12. If You Could Read My Mind - Gordon Lightfoot
13. The Beautiful People - Marilyn Manson
14. Our Last Fight - Steven Kolacny
15. Caravane - Raphaël (uniquement sur l'édition française)

- 2008 : Paper Plane (premier album composé uniquement de chansons originales, écrites par le groupe)

1. It never will come back
2. Splinter - Steven Kolacny, Jo Dawson
3. Seashell - Steven Kolacny, Jo Dawson
4. I will bleed for you
5. Raintears - Steven Kolacny, Jo Dawson
6. Woorden - Steven Kolacny
7. Paper plane - Steven Kolacny, Vincent Neyt
8. A little more each time - Steven Kolacny, Vincent Neyt
9. Kleine Man' - Steven Kolacny
10. Magic - Steven Kolacny, Vincent Neyt

CD Bonus : (extraits de l'album Dans les yeux d'Aurore + remixes)
1. Tous les rêves sont en nous - Pierre Rapsat
2. Un dimanche en automne - Pierre Rapsat
3. Comme un brasero - Pierre Rapsat
4. Seashell (North sea mix)
5. Heartbeats (Remix by Jan Vervloet)

DVD Bonus :
1. Raintears (Video)
2. Impressions of a nice week (Shot @ Various locations, juillet 2008)

- 2008 : Dans les yeux d'Aurore, Scala chante les plus belles chansons de Pierre Rapsat

1. C'est toujours un mystère (1:48)
2. Les rêves sont en nous (4:28)
3. Ensemble (3:37)
4. Comme un brasero (4:14)
5. Un dimanche en automne, feat. Filip Huyghebaert (4:38)
6. Jardin secret, feat. Jasper Steverlinck (4:25)
7. Passager de la nuit (3:32)
8. Judy et Cie (3:37)
9. Où es-tu Julian ? (3:46)
10. Aurore (4:25)

Bonus : (extraits de l'album Paper plane)
1. Raintears - Steven Kolacny, Jo Dawson (4:52)
2. Seashell - Steven Kolacny, Jo Dawson (3:31)
3. Magic - Steven Kolacny, Vincent Neyt (5:28)

- 2010 : Circle

Le nouvel album de Scala est sorti le 28 mai 2010 en Belgique. Il comprend un CD de reprises internationales telles que :
1. Nothing Else Matters - Metallica
2. Viva La Vida - Coldplay
3. Suzanne - Leonard Cohen
4. California dreamin'  - The Mamas & the Papas
5. Ironic - Alanis Morissette
6. Solsbury Hill - Peter Gabriel
7. Bad - U2
8. Champagne Supernova - Oasis
9. I Feel You - Depeche Mode
10. Use Somebody - Kings of Leon
11. Lithium - Nirvana
12. Evigheden - Michael Bojesen

Bonus
1. Klein Liedje - Steven Kolacny
2. De Laatste Keer - Steven Kolacny
3. Woorden - Steven Kolacny
4. Is Er Leven Op Pluto (Belge) - Het Goede Doel
5. It Never Will Come Back Steven Kolacny
6. Splinter - Steven Kolacny, Jo Dawson
7. Seashell - Steven Kolacny, Jo Dawson
8. Raintears - Steven Kolacny, Jo Dawson
9. Kleine Man - Steven Kolacny
10. Paper Plane - Steven Kolacny, Vincent Neyt
11. A Little More Each Time - Steven Kolacny, Vincent Neyt
12. Magic - Steven Kolacny, Vincent Neyt

Selon le site officiel du groupe, l'album comprend un DVD live filmé le 28 avril 2010 en Belgique.
- 2012 : December

1. My December
2. Christmastime
3. Christmas Lights
4. River
5. Christmas Must Be Tonight
6. Let Me Sleep (It's Christmas Time)
7. 2000 Miles
8. It's Christmas! Let's Be Glad
9. Tears Can Sparkle Too
10. Sun-Kissed Snow
11. Wintersong
12. When Doves Cry
13. Did I Make The Most Of Loving You
14. Eskimo

- 2013 : Black Moon

1. White Moon
2. Futility
3. Love In Primary Colours
4. Butterflies
5. Black Moon
6. Little Angel
7. Masquerade (of fools)
8. Crystalline Skies
9. Sights and Sounds
10. Red Moon

### Singles
- 2004 : Engel
- 2004 : Schrei Nach Liebe
- 2005 : With Or Without You / Clandestino
- 2005 : Last Christmas
- 2007 : Friday I'm in Love / Somebody
- 2008 : Raintears